# Carlota Jaramillo
Pour les articles homonymes, voir Jaramillo.
María Isabel Carlota Jaramillo , plus connue sous le nom de Carlota Jaramillo (Calacalí, Équateur, 9 juillet 1904 - Quito, Équateur, 10 décembre 1987) est une célèbre chanteuse équatorienne. Elle est surnommée, dans son pays, « la Reine de la chanson nationale », ou encore « la Reine du pasillo ».
Elle épousa l'acteur, chanteur, compositeur et agent artistique Jorge Araujo Chiriboga (auteur entre autres du célèbre pasillo Sendas distintas, composé justement pour Carlota Jaramillo), avec qui elle eut deux enfants.
Ses interprétations, notamment de pasillos, ont rencontré dans son pays un grand succès, par exemple des titres comme Amor grande y lejano (1938, composé par son beau-frère Ángel Leonidas), Sendas distintas (1942, composé par son mari Jorge Araujo, et enregistré avec Luis Alberto Valencia, du célèbre duo Benítez-Valencia), La ingratitud, Sombras, Honda pena, ou encore Para mi tus recuerdos.
Un musée lui est consacré dans sa maison natale à Calacalí, non loin de Quito. Une sculpture la représentant y est également érigée.

## Sources
1. ↑  (es) « Carlota Jaramillo, la reina del pasillo ecuatoriano », Francisco Santana, El Universo, 6 juillet 2004.
2. ↑  (es) « Sendas Distintas, la historia de amor de la Reina del Pasillo », 1er octobre 2014.

- (es) Mora Toral, Genoveva: Carlota Jaramillo. Fundación Mandrágora
- (es) Fundación José Guillermo Carrillo: Carlota Jaramillo, educadora y cantante ecuatoriana del siglo XX (biografía)